# Авария Ту-154 над Домодедовом
Авария Ту-154 над Домодедовом— авиационная авария пассажирского самолёта Ту-154Б-2 Абаканского авиаотряда («Аэрофлот»), произошедшая в среду 21 мая 1986 года в небе близ московского аэропорта Домодедово. В данном происшествии никто не погиб, однако сам самолёт получил серьёзные повреждения, в результате чего был выведен из эксплуатации.

## Самолёт
Ту-154Б-2 с регистрационным номером CCCP-85327 (заводской — 79A-327, серийный — 0327) был выпущен Куйбышевским авиационным заводом 24 февраля 1979 года. Лайнер передали Министерству гражданской авиации, которое к 14 апреля направило его в Абаканский объединённый авиационный отряд Красноярского управления гражданской авиации. Самолёт был оборудован тремя турбовентиляторными двигателями НК-8-2У с силой тяги до 10,5 тс у каждого. За время эксплуатации борт 85327 прошёл только один ремонт — 25 ноября 1982 года на Внуковском авиаремонтном заводе (№ 400), после которого имел наработку 5381 час 40 минут и 2020 циклов «взлёт-посадка». Общая наработка авиалайнера с начала эксплуатации составляла 11 922 часа и 4687 циклов «взлёт-посадка».

## Экипаж
- Командир — 41-летний Николай Петрович Лаптев. Родился в 1945 году. Пилот 1-го класса, был квалифицирован для полётов на Як-12, Ан-2, Ан-24 и Ту-154. Общий налёт 13 656 часов, из них 3305 часов на Ту-154, в том числе 2247 в должности командира[1].
- Второй пилот — 37-летний Александр Николаевич Попцев. Родился в 1949 году. Пилот 1-го класса, был квалифицирован для полётов на Ан-2, Ан-24 и Ту-154. Общий налёт 10 762 часа, из них 938 часов на Ту-154[1].
- Штурман — 33-летний Михаил Петрович Пименов. Родился в 1953 году. Штурман 2-го класса, был квалифицирован для полётов на Ил-14, Ан-24, Ан-26 и Ту-154. Общий налёт 6801 час, из них 4052 часа в должности штурмана Ту-154[1].
- Бортинженер — 34-летний Емельян Гаврилович Ахпашев. Родился в 1952 году. Бортинженер 3-го класса, был квалифицирован для полётов на Ту-154. Общий налёт 2100 часов, все на Ту-154[1].

В салоне самолёта работали бортпроводники, о численности которых данных нет.

## Происшествие
Самолёт выполнял пассажирский рейс из Челябинска в Москву (Домодедово). На его борту находились 175 пассажиров (164 взрослых и 11 детей). Над Московской областью на момент событий стояла область низкого давления, а на линии от Шереметьева до Внукова по направлению на юг и юго-запад продвигался размытый фронт окклюзии. К востоку от данного фронта находилась переменная (4-6 баллов) мощно-кучевая и кучево-дождевая облачность с нижней границей 1000—1500 метров и верхней 3-5 километров. В слое облаков от 2500 до 4000 метров наблюдалось сильное обледенение, а в кучево-дождевых облаках ещё и сильная турбулентность и электризация. Московские авиадиспетчеры при этом заранее предупредили экипаж, что в районе ОПРС Марьино (к северу от аэропорта Домодедово и близ Электроуглей) наблюдаются грозовые засветки, которые рекомендуется обходить с южной стороны.
Борт 85327, снижаясь до высоты 3600 метров, обходил один из грозовых очагов, когда попал в зону ливневого дождя, при этом также наблюдалось обледенение. Пилотирование на этом этапе выполнял второй пилот Попцев, который неожиданно увидел, как приборная скорость начала снижаться и вскоре упала до нуля. Пилоты опустили нос самолёта вниз, но это не помогло, как и перевод двигателей во взлётный режим. Полёт проходил при этом в облаках, то есть без видимых внешних ориентиров. Затем в 15:21 на высоте 1800 метров машина вышла из облаков, что позволило экипажу сориентироваться и понять, что они несутся к земле с огромной скоростью. Тогда командир потянул штурвал на себя, заставив самолёт поднятием носа выйти из пикирования, испытав при этом сильные перегрузки. Как впоследствии было установлено, Ту-154 снижался с вертикальной скоростью 100 м/с и приборной скоростью около 813 км/ч, а в процессе манёвра по выходу из пикирования машина испытала перегрузку в 3,2 единицы, то есть значительно выше расчётных, но не разрушилась. Далее экипаж выполнил нормальный заход на посадку и благополучно приземлился в аэропорту Домодедово. Никто из экипажа или пассажиров на борту не пострадал.
Экипаж попытался скрыть факт происшествия, однако это вскрылось при подготовке самолёта к обратному рейсу. Проверка выявила, что авиалайнер имеет остаточную деформацию, в результате которой на обшивке появились гофры. В связи с этим борт 85327 был признан непригодным к дальнейшей эксплуатации, но его не списали, а вместо этого передали Управлению учебных заведений и поставили на хранение в аэропорту Шереметьево.

## Расследование
Как было установлено, при вылете из Челябинска экипаж забыл включить обогрев приёмников полного давления (ППД). Когда самолёт начал снижаться в облаках и вошёл в зону обледенения, ППД стали покрываться ледяной коркой, которая постепенно забила входные отверстия, что и привело к падению показаний приборной скорости.
Выводы комиссии:
1. Полётная масса и центровка самолёта не выходили за установленные пределы.
2. По данным лётной документации уровень профессиональной подготовки экипажа соответствует требованиям Министерства гражданской авиации, регламентирующих лётную работу. К данному полёту экипаж не был подготовлен, так как не выполнил требований Руководства по лётной эксплуатации, в результате чего допустил неправильные действия по пилотированию в условиях кратковременного искажения показаний указателей приборной скорости.
3. Экипаж не выполнил следующие требования:
  - перед взлётом штурман Пименов М. П. не включил обогрев ППД, а второй пилот Попцев А. Н. не проконтролировал их включение;
  - при попадании в зону обледенения и уменьшении показаний указателей скорости на снижении самолёта экипаж не проверил включение и исправность обогрева ППД (КВС, второй пилот);
  - не выполнил рекомендации Руководства по лётной эксплуатации в части сохранения установленного режима работы двигателей и контроля выдерживания заданного режима полёта по другим приборам (авиагоризонту, вариометру, доплеровскому измерителю путевой скорости).
4. Второй пилот, пилотировавший самолёт, о своих действиях и изменении показаний приборной скорости экипаж не информировал. КВС Лаптев неправильно оценил положение самолёта в пространстве и перевёл его в крутое снижение с выдачей взлётного режима работы двигателей, при выводе из снижения создал нерасчётную перегрузку 3,2.
5. Радиотехнические средства управления и обеспечения полётов были исправны и позволяли осуществлять безопасное управление воздушным движением в Московской воздушной зоне.
6. Метеорологическое обеспечение полётов соответствовало НМО ГА-82. В районе ОПРС Марьино в слое облаков с высоты 2500 метров до 4000 метров имело место интенсивное обледенение, турбулентность и электризация атмосферы.
7. Планёр и его системы, силовые установки, авиационное и радиоэлектронное оборудование самолёта были работоспособны. Кратковременное уменьшение значений приборной скорости по штатным указателям явилось следствием закупорки всех трёх приёмников полного давления в условиях обледенения по причине не включения их обогрева экипажем.
8. Техническое обслуживание самолёта в целом выполнялось в соответствии с эксплуатационной документацией. Однако в МСРП-64 не были обнаружены неисправности датчиков МУ-615А руля высоты и РА-56.
9. Вследствие значительного превышения максимально допустимых значений скорости полёта и вертикальной перегрузки основные силовые элементы планера получили остаточную деформацию.
10. Самолёт Ту-154Б-2 № 85327, заводской № 79А327 к дальнейшей эксплуатации не пригоден и подлежит списанию в установленном порядке.

Причиной аварии комиссия назвала нарушения в действиях экипажа, который не включил обогрев ППД, из-за чего выполнял пилотирование при неправильных показаниях указателей приборной скорости и вывел самолёт на режимы полёта, которые превышали расчётные.

## Культурные аспекты
Происшествие упоминается в мемуарах пилота-инструктора Ту-154 Василия Ершова:
Вот так взлетел экипаж и потопал на Москву. Что уж у них там приключилось перед взлётом — да примерно то же, что и у нас нынче — но забыли включить ППД, и в полёте никто внимания не обратил. На высоте воздух сухой, хоть зимой, хоть летом, условий для обледенения нет, а вот на снижении, как вошли в облака, уже на не очень большой высоте, там как раз были условия для обледенения. Они ещё противообледенительную систему включили: крыло, хвостовое оперение, воздухозаборники двигателей… а на тумблеры обогрева ППД никто за весь полёт так и не глянул. Они расположены над вторым пилотом, включать их положено штурману, а по контрольной карте отвечает второй пилот: «Обогрев ППД включён, к взлёту готов». Тоже туполевская несуразица в технологии работы экипажа. Но тогда, в начале эксплуатации самолёта, на это как-то особого внимания не обращали, тем более что «Туполь» пронзал облака за считанные секунды и практически при этом не обледеневал вообще. Вот они и снижались в облаках, докладывая занимаемые эшелоны, задерживаясь на них до команды и снова снижаясь. И никто не заметил, что скорость стала тихонько идти к нулю. Пилотировал по командам штурмана второй пилот, а капитан отвлёкся в локатор, чтобы убедиться, нет ли впереди гроз. Второму пилоту показалось, что скорость мала, и он отдал штурвал от себя. Нет, мало — он отдал ещё. Скорость не росла! Он сунул штурвал чуть не до упора вперёд. Скорость шла к нулю! Естественно, она шла к нулю: дырочка замерзала, и всё меньше скоростного напора попадало в манометрическую коробку прибора. А когда поток вовсе не смог попасть в трубку, прибор, естественно, показал нулевую скорость. Капитану показалось, что что-то не так. Шестое чувство заставило оторваться от локатора и бросить привычный взгляд на приборы. Он сразу не врубился: скорость?… скорость?… вариометр показывает набор высоты… авиагоризонт… почему цвет шара коричневый? Высота… Высота — слишком быстро вращаются стрелки… И тут самолёт вывалился из облаков, почти в отвесном пикировании. И все показания приборов заняли во вспыхнувшем мозгу капитана свои места: вариометр «перекрутил» снижение так, что стал показывать набор высоты, авиагоризонт это снижение подтвердил — и вот она, матушка-земля! Увидев несущуюся на него землю, капитан хватанул штурвал… Высоты 1800 метров хватило на вывод из пикирования. И сели благополучно. Но на стоянке, когда подключили шланги заправки, из крыльев фонтаном начало течь топливо. При более внимательном рассмотрении оказалось: по всему самолёту пошли гофры деформации: машина чуть не разрушилась в воздухе. Потом расшифровка показала, что все пределы допустимых скоростей и перегрузок были значительно превышены; спаслись чудом. Самолёт списали; капитан воспринял урок и летает до сих пор, набравшись огромного опыта за двадцать с лишним лет после того случая; теперь он уважаемый человек, мастер. Господь его хранит.